# Deutoleon lineatus
Deutoleon lineatus är en insektsart som först beskrevs av Fabricius 1798.  Deutoleon lineatus ingår i släktet Deutoleon och familjen myrlejonsländor. Inga underarter finns listade i Catalogue of Life.